# スティーブ・キャントウェル
スティーブ・キャントウェル（Steve Cantwell、1986年8月12日 - ）は、アメリカ合衆国の男性総合格闘家。カリフォルニア州ロングビーチ出身。ワン・キックス・ジム所属。ブラジリアン柔術黒帯。第7代WEC世界ライトヘビー級王者。
KOでも関節技でも勝負を決めることのできるオールラウンダー。21歳の若さでWEC世界ライトヘビー級王座を獲得した。

## 来歴
16歳からキックボクシングを始めた。
2005年4月23日、Rage in the Cageでプロ総合格闘技デビュー。
2007年3月24日、WEC初参戦となったWEC 26でブライアン・スタンと対戦し、TKO負けを喫した。
2008年8月3日、WEC 35で行われたWEC世界ライトヘビー級タイトルマッチで王者ブライアン・スタンと再戦し、TKO勝ちを収め王座獲得に成功した。その後WEC重量級のUFCへの移管に伴いUFCと契約、12月10日のUFC: Fight for the Troopsではラザク・アルハッサンに腕ひしぎ十字固めで一本勝ちを収め、サブミッション・オブ・ザ・ナイトを受賞した。
2009年4月18日、UFC 97でルイス・カーニと対戦し、判定負け。9月16日、WECで1勝1敗であったブライアン・スタンと3度目の対戦を行い、0-3の判定で敗れた。
2012年2月26日、日本で開催されたUFC 144で福田力と対戦し、0-3の判定負け。5連敗となりUFCからリリースされた。

## 戦績
| 総合格闘技 戦績 | 総合格闘技 戦績 | 総合格闘技 戦績 | 総合格闘技 戦績 | 総合格闘技 戦績 | 総合格闘技 戦績 | 総合格闘技 戦績 |
| --------------- | --------------- | --------------- | --------------- | --------------- | --------------- | --------------- |
| 13 試合         | (T)KO           | 一本            | 判定            | その他          | 引き分け        | 無効試合        |
| 7 勝            | 3               | 4               | 0               | 0               | 0               | 0               |
| 6 敗            | 1               | 0               | 5               | 0               | 0               | 0               |

| 勝敗 | 対戦相手                         | 試合結果                        | 大会名                                                           | 開催年月日     |
| ×    | 福田力                           | 5分3R終了 判定0-3               | UFC 144: Edgar vs. Henderson                                     | 2012年2月26日  |
| ×    | マイク・マッセンジオ             | 5分3R終了 判定0-3               | UFC 136: Edgar vs. Maynard 3                                     | 2011年10月8日  |
| ×    | シリル・ディアバテ               | 5分3R終了 判定0-3               | UFC Live: Sanchez vs. Kampmann                                   | 2011年3月3日   |
| ×    | ブライアン・スタン               | 5分3R終了 判定0-3               | UFC Fight Night: Diaz vs. Guillard                               | 2009年9月16日  |
| ×    | ルイス・カーニ                   | 5分3R終了 判定0-3               | UFC 97: Redemption                                               | 2009年4月18日  |
| ○    | ラザク・アルハッサン             | 1R 4:04 腕ひしぎ十字固め        | UFC: Fight for the Troops                                        | 2008年12月10日 |
| ○    | ブライアン・スタン               | 2R 4:01 TKO（パウンド）         | WEC 35: Condit vs. Miura 【WEC世界ライトヘビー級タイトルマッチ】 | 2008年8月3日   |
| ○    | ティム・マッケンジー             | 1R 2:13 チョークスリーパー      | WEC 33: Marshall vs. Stann                                       | 2008年3月26日  |
| ○    | ジャスティン・マッケルフレッシュ | 1R 0:47 TKO（パウンド）         | WEC 29: Condit vs. Larson                                        | 2007年8月5日   |
| ×    | ブライアン・スタン               | 1R 0:41 TKO（パウンド）         | WEC 26: Condit vs. Alessio                                       | 2007年3月24日  |
| ○    | レオポルド・ピカーニャ           | 3R 2:32 TKO（ドクターストップ） | Jungle Fight 7: Jungle Fight Europe                              | 2006年12月17日 |
| ○    | マイク・アッシュフォード         | 1R 2:01 腕ひしぎ十字固め        | Rage in the Cage 78: Back with a Vengance                        | 2006年1月14日  |
| ○    | リッチー・ハイタワー             | 1R 2:45 腕ひしぎ十字固め        | Rage in the Cage 68: Hello Glendale!                             | 2005年4月23日  |

## 獲得タイトル
- 第7代WEC世界ライトヘビー級王座（2008年）

## 表彰
- UFC サブミッション・オブ・ザ・ナイト（1回）